# دانييل ليوبويا

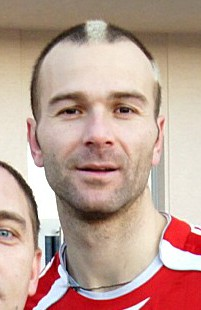
دانييل ليوبويا

دانييل ليوبويا (بالفرنسية: Danijel Ljuboja)‏ (مواليد 4 سبتمبر 1978 في فينكوفتشي - يوغوسلافيا) لاعب كرة قدم صربي يلعب حاليا لصالح نادي الدرجة الأولى نيس الفرنسي منذ 2010 في مركز المهاجم .

## روابط خارجية
- دانييل ليوبويا على موقع الاتحاد الأوربي (الإنجليزية)
- دانييل ليوبويا على موقع رابطة كرة القدم الفرنسية للمحترفين (الإنجليزية)
- دانييل ليوبويا على موقع قاعدة بيانات كرة القدم.إي يو (الإنجليزية)
- دانييل ليوبويا على موقع بيانات كرة القدم. دي إي (الألمانية)
- دانييل ليوبويا على موقع ليكيب (الفرنسية)
- دانييل ليوبويا على موقع ناشيونال فوتبول تيمز (الإنجليزية)
- دانييل ليوبويا على موقع Soccerway.com (الإنجليزية)
- دانييل ليوبويا على موقع عالم كرة القدم.نت (الإنجليزية)
- دانييل ليوبويا على موقع AS.com (الإسبانية)